# Gibbaeum perviride
Gibbaeum perviride är en isörtsväxtart som först beskrevs av Adrian Hardy Haworth, och fick sitt nu gällande namn av Nicholas Edward Brown. Gibbaeum perviride ingår i släktet Gibbaeum och familjen isörtsväxter. Inga underarter finns listade i Catalogue of Life.